# Палаццо Комунале

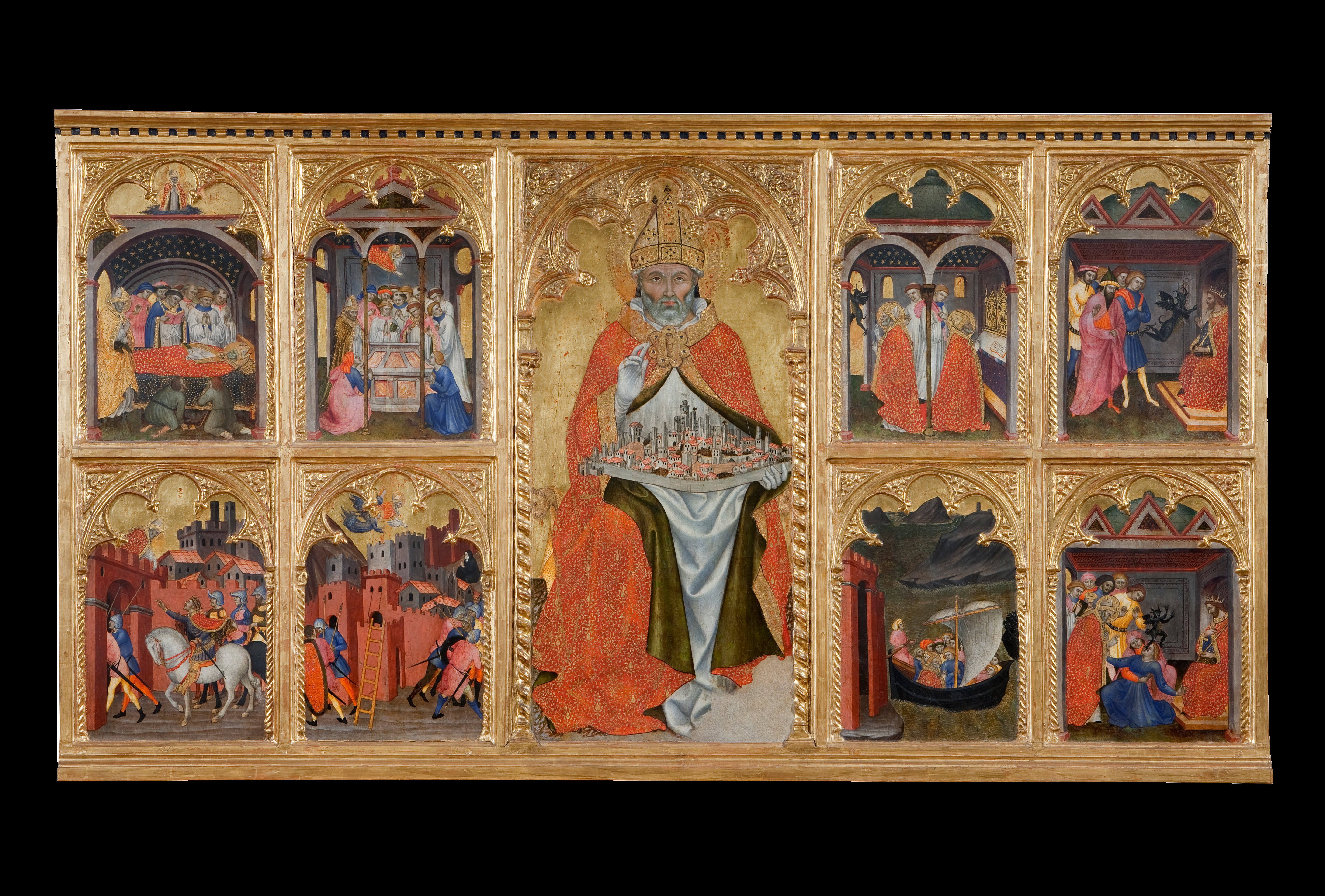
Таддео ди Бартоло. Св. Геминиан (Сан Джиминьяно) и сцены из его жития. 1401 г. Городской музей Сан Джиминьяно.

Палаццо Комунале (итал. Palazzo Comunale), Новый дворец подеста (итал. palazzo nuovo del Podestà) или Народный дворец (итал. Palazzo del Popolo) — дворец в городе Сан-Джиминьяно в Тоскане, место заседания муниципалитета коммуны с XIII века. Дворец находится на соборной площади возле коллегиальной церкви Санта Мария Ассунта. Дворец и коллегиальная церковь являются сердцем средневекового города, а также частью Всемирного наследия ЮНЕСКО «Исторический центр Сан-Джиминьяно».
В здании находятся замечательные фрески Меммо ди Филиппуччо, Липпо Мемми и других, музей и художественная галерея, где находятся работы художников Флорентийской и Сиенской школ живописи, включая творения Коппо ди Марковальдо, Беноццо Гоццоли, Филиппино Липпи, Содомы и Пинтуриккьо.

## История и архитектура
Палаццо Комунале датируется концом XIII века, он был построен на развалинах прежнего здания между 1289 и 1298 годами. В 1311 году было завершено строительство Большой башни, возвышающейся над дворцом, которая стала самой высокой в городе (сейчас она не утратила своего статуса). В связи с этим, в 1337 году подеста решил переместить свою резиденцию из Старого дворца подеста с башней Роньоза, отстающей от новопостроенной башни на 3 м, в Палаццо Комунале. Принадлежность самой высокой башни к резиденции подеста подчёркивала его власть.
В 1323 году фасад дворца был расширен. Нижние этажи дворца построены из камня, а верхние — из кирпича. В каждом из трёх ярусов здания находится по три арочных окна, а в центре фасада — балкон, поддерживаемый старинными консолями, с которого правитель города обращался к гражданам. Зубцы на вершине дворца появились во время реставрации XIX века.
На цокольном этаже находится построенный в 1323 году внутренний двор, украшенный гербами тех, кто занимал государственные должности в муниципалитете. В настоящее время основные гражданские образования городского совета находятся на этом этаже.

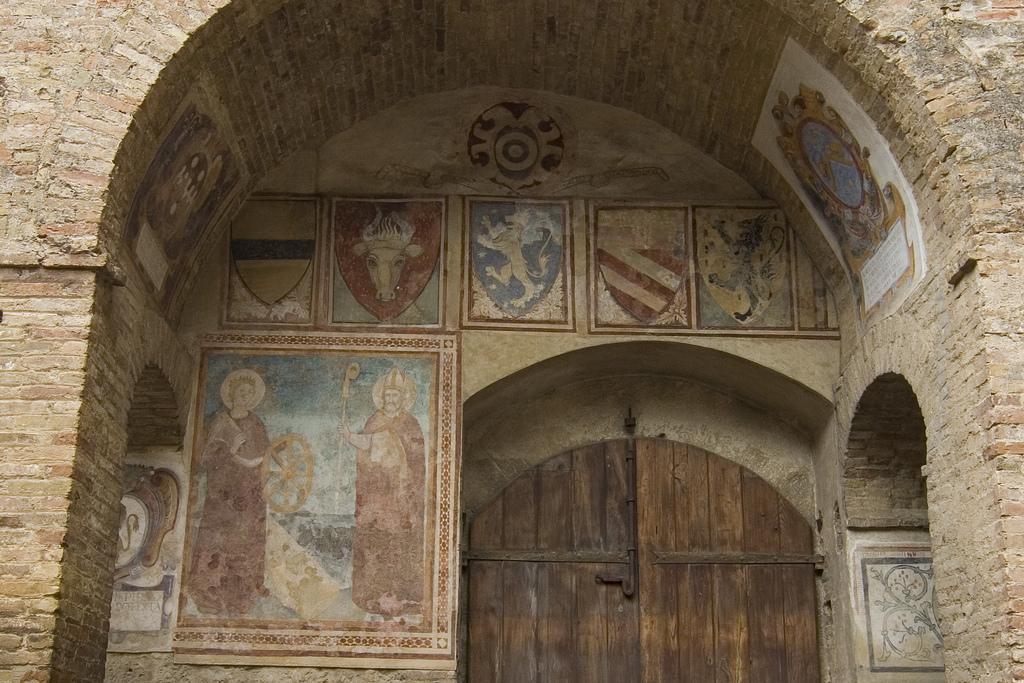
Гербы на стенах внутреннего двора

## Музей
На верхних этажах дворца располагается Зал Совета, а с 1852 года — также городской музей и галерея.

### Зал
Зал Совета (итал. Sala del Consiglio) — это большая комната для приёмов, которая служил местом заседания совета. Она также широко известен как «Комната Данте»: своим вторым названием комната обязана известному поэту Данте Алигьери, который в качестве посла Флорентийской республики в 1300 году посетил Сан-Джиминьяно. Именно в этой комнате он обратился к местным жителям с призывом оказать поддержку партии гвельфов.
Комнату украшают фрески со сценами охоты и рыцарских турниров, исполненные флорентийским художником Аццо ди Мазетто, а также «Маэста» Липпо Мемми, которую в 1317 году поручил нарисовать Нелло де Мино Толомеи, будущий подеста Сан-Джиминьяно. Как полагают, фреска была вдохновлена «Маэста» Симоне Мартини из Палаццо Публико в Сиене. Фреска изображает сидящую на троне Марию в окружении преклоняющихся святых и ангелов (в том числе и патрона Нелло де Мино Толомеи).
Сразу же после Зала Совета идёт конференц-зал, который изначально использовался для проведения частных встреч.

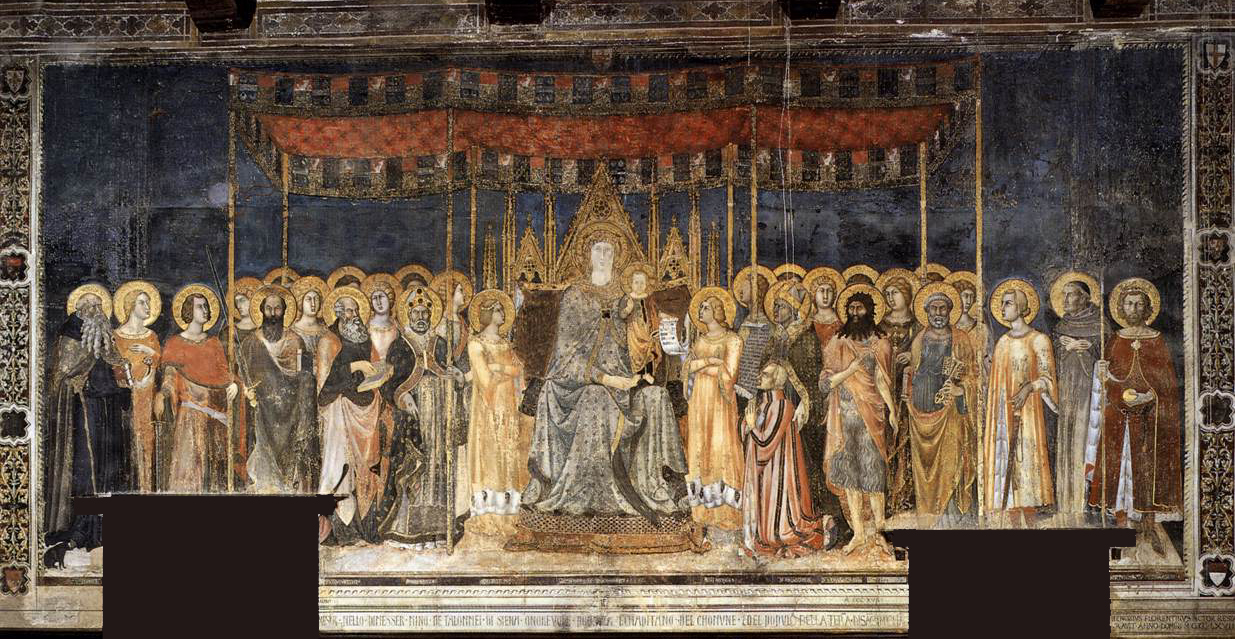
«Маэста» Липпо Мемми в комнате Данте

### Галерея
В галерее собрана небольшая, но значительная по качеству произведений коллекция старинной итальянской живописи.
В первом зале хранятся:
1. «Распятие» Коппо ди Марковальдо
2. «Мадонна с младенцем» Ченни ди Франческо ди сер Ченни
3. «Мадонна на троне с младенцем» — атрибутирована Гвидо ди Грациано
4. «Мадонна с младенцем и св. Варфоломеем и Антонием — аббатом» Пьер Франческо Фьорентино
5. «Мадонна с младенцем во славе со святыми» Себастьяно Майнарди
6. «Мадонна Смирение со св. Андреем и Проспером» Беноццо Гоццоли
7. «Благовещение» Филиппино Липпи
8. «Мадонна во славе со св. Григорием и Бенедиктом» — Пинтуриккьо
9. «Мадонна на троне со св. Григорием, Иоанном Крестителем, Франциском и Финой» — Доменико ди Микелино
10. «Мадонна на троне с младенцем и св. Иоанном Крестителем, Марией Магдалиной, Августином и Мартой» — Беноццо Гоццоли
11. «Мадонна с младенцем» — анонимного сиенского мастера
12. «Распятие» Ринальдо да Сиена
13. «Распятие» скульптора Бенедетто да Майано

Во втором зале:
1. Двусторонний табернакль «Св. Григорий и св. Фина» — Лоренцо ди Никколо ди Мартино
2. «Мадонна на троне с младенцем и св. Петром, Иоанном Богословом, Екатериной, Агнессой, Иоанном Крестителем, Михаилом, Франциском и Кларой» Меммо ди Филиппуччо
3. Фрагмент фрески Таддео ди Бартоло с изображением женских голов
4. «Мадонна с младенцем» Лоренцо ди Никколо ди Мартино
5. «Мадонна Смирение» приписывается Мастеру Сан Якопо а Муччано
6. Бюст-реликварий «Св. Урсула» скульптора Мариано д’Аньоло Романелли
7. «Распятие» Аццо ди Мазетто

В третьем зале:
1. «Мадонна с младенцем и святыми» Таддео ди Бартоло
2. «Мадонна со св. Иустом и Фомой» Пьер Франческо Фьорентино
3. «Мадонна с младенцем ангелами и святыми» Якопо да Фиренце
4. Алтарный образ «Св. Геминиан и сцены жития» Таддео ди Бартоло
5. «Мадонна с младенцем и святыми» Якопо ди Фиренце
6. «Успение Марии с предстоящими святыми» Никколо ди Сер Соццо
7. «Триптих св. Юлиана» так наз. Мастера 1419 года
8. «Св. Варфоломей-апостол на троне и сцены его жития» Лоренцо ди Никколо ди Мартино

Несколько выдающихся произведений выставлены в капелле, находящейся при выходе из Торре Гросса во двор:
1. Три произведения Пьер Франческо Фьорентино: фреска «Святая троица», фреска «Христос в гробнице» и большая алтарная картина «Богоматерь, св Франциск и св. Доминик, поклоняющиеся младенцу Христу».
2. «Мадонна с младенцем» Нери ди Биччи
3. «Мадонна с младенцем» Себастьяно Майнарди
4. «Мадонна с младенцем и ангелами» Себастьяно Майнарди
5. «Мадонна с младенцем и св. Иоанном Крестителем» — Себастьяно Майнарди

Комнаты подеста (итал. Camera del Podestà) украшены фресками с супружескими сценами, где пара принимает ванну и ложится спать. Эта необычная работа Меммо ди Филиппуччо датируется началом XIV века.